# Telestes beoticus
Telestes beoticus är en fiskart som först beskrevs av Stephanidis, 1939.  Telestes beoticus ingår i släktet Telestes och familjen karpfiskar. IUCN kategoriserar arten globalt som starkt hotad. Inga underarter finns listade i Catalogue of Life.